# Lucien Désiré Joseph Courchet
Lucien Joseph Désiré Courchet (La Garde-Freinet, 31 luglio 1851 – 20 marzo 1924) è stato un botanico francese conosciuto per il suo lavoro nei campi di anatomia e di fisiologia vegetale.
Nel 1884 ha ricevuto la sua agrégation, dopo esser stato nominato professore di botanica presso l'École supérieure de pharmacie a Montpellier (1889). Come tassonomista è stato l'autore della pianta Perriera (appartenente alla famiglia Simaroubaceae).

## Pubblicazioni principali
- Étude sur le groupe des aphides et en particulier sur les pucerons du térébinthe & du lentisque, 1878 –  Studio di gruppi di afidi, in particolare di afidi che interessano quercus e mastici.
- Étude sur les galles causées par des aphidiens, 1879 –  Studio sulla galla causate da afidi.
- Du noyau dans les cellules végétales et animales : structure et fonctions, 1884 –  Il nucleo delle cellule vegetali e animali; struttura e funzione.
- Recherches sur les chromoleucites, 1888
- Traité de botanique, comprenant l'anatomie et la physiologie végétales et les familles naturelles, (2 vol 1897–98) – Trattato di botanica, tra cui l'anatomia e la fisiologia delle famiglie botaniche naturali.[2][3]

Courchet ha dato un contributo nella serie multi-volumi Flore Générale de L'Indo-Chine (editori primari Paul Henri Lecomte e François Gagnepain).